# Chrášťany u Prahy
Chrášťany (deutsch Chrastian, 1939–1945 Rohrfeld) ist eine Gemeinde in Tschechien. Sie liegt zwölf Kilometer westlich des Stadtzentrums von Prag an dessen Stadtgrenze und gehört zum Okres Praha-západ.

## Geographie

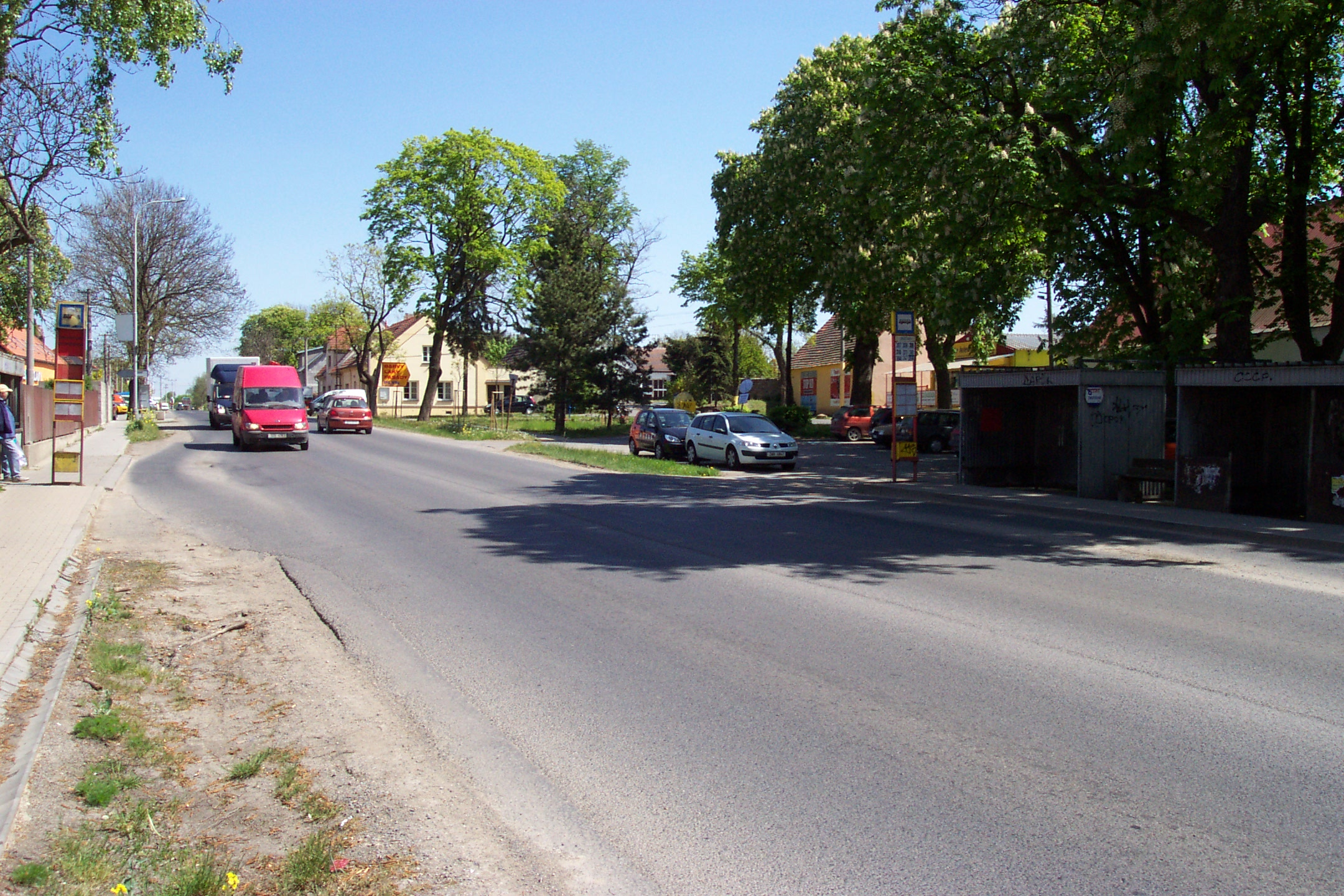
Hauptstraße

Chrášťany befindet sich auf der Prager Hochfläche (Pražská plošina) im Quellgebiet des Baches Dalejský potok. Südlich erhebt sich die Horka (401 m), im Westen die Růžová (410 m). Am nördlichen Ortsrand verläuft die Autobahn D 5/E 50 zwischen Rudná und Prag, die sich nordöstlich des Dorfes am Autobahnkreuz Třebonice mit der Schnellstraße R 1 zwischen Zlatníky und Prag kreuzt. Südwestlich von Chrášťany verläuft die Bahnstrecke Praha–Most.
Nachbarorte sind Břve, Hostivice und Sobín im Norden, Sobínka, Zličín im Nordosten, Stodůlky und Třebonice im Osten, Řeporyje im Südosten, Mirešice, Jinočany, Dobříč und Tachlovice im Süden, Nučice und Dušníky im Südwesten, Úhonice und Ptice im Westen sowie Chýně im Nordwesten.

## Geschichte
Der Fund einer kreisförmigen slawischen Brandstätte belegt eine frühzeitliche Besiedlung des Gemeindegebietes.
Das Dorf entstand an der alten Handelsverbindung von Prag nach Nürnberg. Die erste schriftliche Erwähnung von Krascani erfolgte 1227 zusammen mit Hořelice, Dušníky und Bratronice als Besitz des Benediktinerinnenklosters St. Georg auf der Prager Burg. In Besitzbestätigungen des Klosters aus dem Jahre 1228 und 1233 wurde das Dorf als Hrascane bezeichnet. Seit der Errichtung der Burg Křivoklát waren die Bewohner von Chrášťany dieser zu besonderen Diensten verpflichtet, die im Kriegsdienst bzw. zu Friedenszeiten in der Überlassung von Pferden und Wagen bestanden. Seit dem 14. Jahrhundert bestand zudem ein Kleinadelssitz, zu dem ein Teil des Dorfes gehörte. Einer der Besitzer der Feste war wahrscheinlich der 1318 erwähnte Cunrat de Chrascan. Ab 1378 gehörte der geistliche Anteil des Dorfes dem Erzbischof von Prag. 1391 wurde Smil von Chrášťan als Bürger und Besitzer eines Hauses in der Prager Neustadt erwähnt, zwischen 1396 und 1398 hatte er seinen Sitz auf der Feste Velká Dobrá. Besitzer des weltlichen Anteils war ab 1420 der Katholik Zdeněk von Sternberg. Nachdem Erzbischof Konrad von Vechta 1421 zu den Utraquisten übergetreten war, wurde der erzbischöfliche Anteil dem Prager Domkapitel zugeschrieben. Während der Hussitenkriege besetzten die Prager Hussiten das Gut. 1434 erhielt der inzwischen zum Prager Oberstburggraf aufgestiegene Zdeněk von Sternberg seinen Anteil an Chrášťany zurück. Sein Nachfahre Ladislav von Sternberg überschrieb Chrášťany zusammen mit Železná und Libečov im Jahre 1507 dem Prager Domkapitel St. Veit, dem damit das gesamte Dorf mit Ausnahme eines landadeligen Erblehngutes gehörte.
1530 erwarb Jan Šlovský von Šlovice das Gut, in einem Protokoll wurden dabei auch dessen Dienstverpflichtungen mit Armbrust und Rüstung gegenüber der Burg Křivoklát festgehalten. Der nachfolgende Besitzer des Erblehngutes Ritter Pavel Léva von Brozánek verkaufte dieses zwischen 1540 und 1542 gemeinschaftlich an den Gelehrten und Prager sowie Vyšehrader Kanoniker Johann von Puchau (Jan z Půchova), dessen Brüder Wenzel und Florian sowie deren Neffen Sigismund. Letzterer wurde als Übersetzer der „Cosmographia“ ins Tschechische bekannt und erhielt als Anerkennung für sein Werk durch König Ferdinand I. eine Wappenbesserung. Dabei ersetzte er in seinem Wappen den Bären durch einen Löwen und legte sich das Prädikat von Löwenberg (ze Lví Hory) zu. Die in einer hohen Auflage von 1200 Stück erschienene und durch Sigismund von Puchau um eine Geschichtsbeschreibung von Böhmen und Mähren erweiterte böhmische Übersetzung der „Cosmographia“ wurde ausschließlich durch die Familie finanziert, die ohne Unterstützung des Königs und Sponsoren auskommen wollte. Dies führte zu einem finanziellen Desaster; als Sigismunds Vater Florian von Puchau 1557 wegen völliger Überschuldung das Erblehngut Chrášťany an seine Gläubiger abtreten musste, lagerten in der Feste noch immer 200 unverkaufte Exemplare der „Cosmographia“. Mit Sigismund von Löwenberg, der 1584 in Armut verstarb, erlosch die Familie von Puchau. Die von Puchauschen Gläubiger verkauften die Feste an Ctibor Sluzský von Chlum und seine vier Brüder, ab 1559 war Ctibor Sluzský alleiniger Besitzer des Erblehngutes Chrášťany. In der ersten Hälfte des 17. Jahrhunderts lösten sich die Besitzer des Erblehngutes in rascher Folge ab. Im Jahre 1629 wurde das Gut zwischen den Trmal von Toušice, Údrcký von Údrč, Horňátecký von Škrovád, Pichl von Pichlsberg, Robenhaupt von Suchá, Čábelický von Soutice und letztlich Johann Redlfester von Wilderstorf fortlaufend weitergereicht. Zu Redlfesters Zeiten wurde die Feste und das Dorf von fremden Truppen geplündert, er verkaufte das verwüstete Gut an den Budissiner Kanoniker Wenzel Karl von Schwarzbach. 1650 erwarb Polyxena von Sternberg das Erblehngut Chrášťany und verkaufte es vier Jahre später an Karl von Kolowrat-Libštejnský.
Im Jahre 1667 kaufte das Prager Kapitel das Erblehngut mit der Feste von den Grafen Kolowrat-Libštejnský. Das Domkapitel ließ die Feste zu Beginn des 18. Jahrhunderts zu einem barocken Schloss umgestalten, das zum Verwaltungssitz der neuen Herrschaft Chrášťany mit fünf Meierhöfen, der Brauerei Únětice sowie den Dörfern Ořech, Knovíz, Únětice, Vokovice, Přílepy, Železná, Řepy und Dušníky wurde. Der Schulunterricht in Chrášťany wurde 1829 aufgenommen.
Im Jahre 1843 umfasste die Herrschaft eine Nutzfläche von 5378 Joch 1220 Quadratklafter, von denen 1421 Joch 1429 Quadratklafter der Obrigkeit gehörten. Haupterwerbsquelle bildete die Landwirtschaft, das Domkapitel bewirtschaftete vier Meierhöfe in Duschnik, Chrasstian, Wořech und Aunětitz, eine Schäferei bei Wořech sowie zwei Hammelhöfe in Chrasstian und Aunětitz. Außerdem betrieb das Kapitel bei Wořech und Železna zwei Kalksteinbrüche. Bei Klein-Přilep wurden teils von der Obrigkeit, teils durch Privatgewerke 14 Steinkohlenzechen betrieben; in Klein-Přilep bestand zudem ein obrigkeitliches Schichtamt für den dortigen Steinkohlenbergbau. Zur Herrschaft gehörten die Dörfer Chrasstian, Wořech, Duschnik, Železna, Klein-Přilep, Aunětitz, Groß-Přilep und Wokowitz (Vokovice), 13 Häuser von Knobis, elf Häuser von Schwarzochs (Černý Vůl), zehn Häuser von Střebonitz (Třebonice) einschließlich der Filialkirche der hll. Märtyrer Johannes und Paulus in Krten (Krteň), fünf Häuser von Auholiček, von Vorder-Kopanina (Přední Kopanina) die drei Häuser der Einschicht Prälat (Preláty) sowie von Libotz (Liboc) ein einschichtiges Weingartenhaus. Auf dem Herrschaftsgebiet lebten 2695 tschechischsprachige Menschen, darunter vier protestantische Familien Augsburger Konfession. Das an der Reichsstraße gelegene Dorf Chrasstian bzw. Chrastian/ Chrasťan bestand aus 32 Häusern mit 242 Einwohnern. Im Ort gab es ein obrigkeitliches Schloss mit der Wohnung des Amtmanns, einen dominikalen Meierhof, einen Schüttboden, eine dominikale Hammelhütte und zwei Wirtshäuser. Pfarrort war Wořech. Bis zur Mitte des 19. Jahrhunderts war Chrasstian Sitz des obrigkeitlichen Direktorialamtes für die gleichnamige Herrschaft sowie einer Berggerichts-Substitution für die Herrschaften Chrasstian und Wrana. Bis zur Mitte des 19. Jahrhunderts blieb die Herrschaft immer im Besitz des Prager Domkapitels St. Veit. 1848 wurde in Chrasstian ein Bergamt eingerichtet.
Nach der Aufhebung der Patrimonialherrschaften bildete Chrašťany / Chrasstian ab 1850 eine Gemeinde im Bezirk Smíchov und Gerichtsbezirk Unhošť. Im Jahre 1854 wurde Chrašťany mit Jinočany vereinigt. Während des Deutschen Krieges starben im Jahre 1866 in Chrašťany 29 Personen an der Cholera. Zwischen 1865 und 1867 erfolgte der Bau eines neuen Schulhauses, das 1883 für den zweiklassigen Unterricht aufgestockt wurde. Der Bau der Prag-Duxer Eisenbahn und die Aufnahme des Eisenerzbergbaus bei Nučice brachten Chrašťany zum Ende des 19. Jahrhunderts Wohlstand. Jinočany löste sich 1880 wieder von Chrašťany los. 1893 wurde die Gemeinde dem Bezirk Kladno zugeordnet. Die Freiwillige Feuerwehr gründete sich im selben Jahre. Ab 1898 wurde in der Schule in drei Klassen unterrichtet, eingeschult waren auch die Kinder aus Jinočany, Třebonice, Mirešice sowie teilweise aus Zbuzany. 1921 starben in Chrašťany acht Personen, darunter sechs Kinder an der Ruhr. Seit 1924 wird Chrášťany als amtlicher Ortsname verwendet. 1928 wurde das Dorf elektrifiziert. Im Jahre 1932 hatte Chrášťany 670 Einwohner. 1936 wurde eine Abwasserkanalisation errichtet. Während der deutschen Besetzung erhielt das Dorf den deutschen Namen Rohrfeld, die Schule wurde zum Sitz einer deutschen Garnison und Waffenlager. Anfang Mai 1945 verhaftete eine SS-Rotte in Rohrfeld 30 Personen und weitere 10 in Kirchsassen. Nach Kämpfen in Rohrfeld und um den Bahnhof Kirchsassen nahm die Rote Armee am 9. Mai 1945 den Ort ein. In der Schule wurden außer dem Waffenlager auch eine halbe Million Reichsmark gefunden. Nach Kriegsende übersiedelten mehrere Familien in die Grenzgebiete. Der Kindergarten wurde 1945 eingerichtet. Seit 1949 gehört die Gemeinde zum Okres Praha-západ. In der zweiten Hälfte des 20. Jahrhunderts wurde das Dorf stark erweitert. Nach 1989 entstanden vor allem südlich und südwestlich des Dorfes Industriegebiete, Lagerhallen und Einkaufszentren.

## Gemeindegliederung
Für die Gemeinde Chrášťany sind keine Ortsteile ausgewiesen.

## Sehenswürdigkeiten

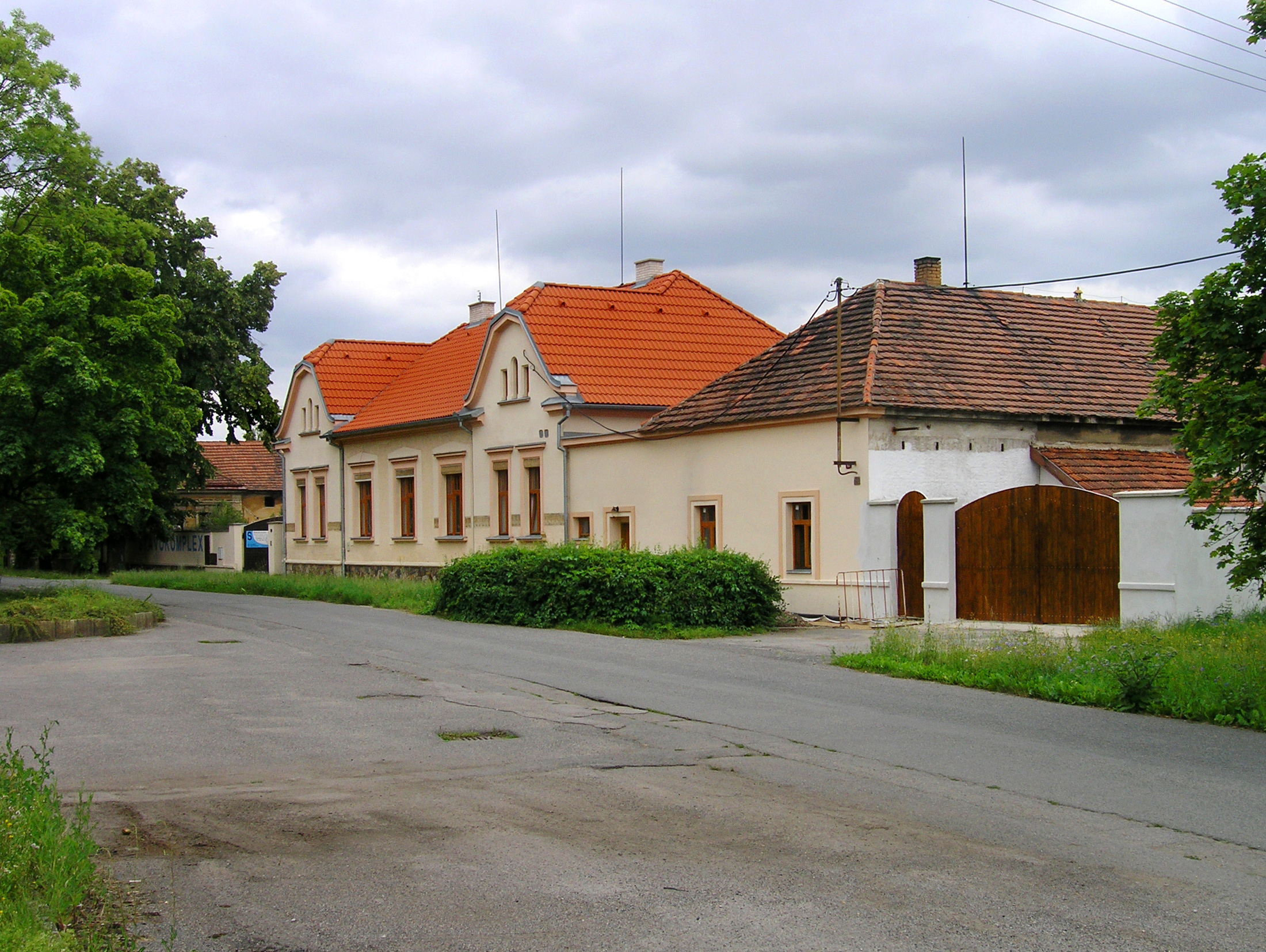
Ehemaliges Gut

- Kapelle, erbaut im 19. Jahrhundert. Sie wurde 2009 rekonstruiert.
- Statue des hl. Johannes von Nepomuk, geschaffen 1804
- Schloss Chrášťany, der schlichte eingeschossige Barockbau entstand im 18. Jahrhundert anstelle einer mittelalterlichen Feste. Bis 1948 gehörte das Schloss dem Domkapitel, nach der Verstaatlichung im Jahre 1948 wurde es zum Wohnhaus umgebaut.
- Gedenkstein für die Gefallenen des Ersten Weltkrieges, enthüllt 1921
- Quelle Světice, zu der als heilkräftig betrachteten Quelle an der Allee Růžová führten seit dem Mittelalter Wallfahrten von der Kirche des hl. Georg auf der Homole.